# Auzouer-en-Touraine
Auzouer-en-Touraine ist eine französische Gemeinde mit 2.172 Einwohnern (Stand: 1. Januar 2022) im Département Indre-et-Loire in der Region Centre-Val de Loire; sie gehört zum Arrondissement Loches und ist Teil des Kantons Château-Renault. Die Einwohner werden Auzouériens genannt.

## Geographie
Auzouer-en-Touraine wird im Nordwesten vom Fluss Gault begrenzt und liegt etwa 20 Kilometer nordöstlich von Tours. Umgeben wird Auzouer-en-Touraine von den Nachbargemeinden Château-Renault im Norden, Saunay im Nordosten, Morand im Osten, Autrèche im Südosten, Neuillé-le-Lierre im Süden und Südwesten, Villedômer im Westen.
Am südöstlichen Rand der Gemeinde führt die Autoroute A10 entlang und wird hier von der Route nationale 10 gekreuzt.

## Bevölkerungsentwicklung
| Jahr      | 1962 | 1968 | 1975 | 1982 | 1990 | 1999 | 2006 | 2012 |
| Einwohner | 713  | 646  | 689  | 983  | 1242 | 1309 | 1853 | 2118 |

## Sehenswürdigkeiten
- Dolmen Dolmen de Pierrefitte
- Kirche Saint-Martin aus dem 11. Jahrhundert
- Schloss Pierrefitte aus dem 15. Jahrhundert mit Umbauten bis in das 19. Jahrhundert, in der Schlossanlage liegt ein Dolmen